# Aureliano de Beruete
Aureliano de Beruete (n. 27 septembrie 1845, Madrid, Noua Castilie⁠(d), Spania – d. 5 ianuarie 1912, Madrid, Noua Castilie⁠(d), Spania) a fost un pictor peisagist, critic de artă și activist social spaniol.

## Biografie
Născut la Madrid într-o familie bogată din mica nobilime, a urmat dorințele familiei sale, și-a luat doctoratul în drept la Universitatea din Madrid în 1867 și a fost deputat în Cortes timp de două sesiuni: 1871 și 1872.
Cu toate acestea, era mai înclinat spre artă și a luat primele lecții la Real Academia de Bellas Artes din San Fernando, unde a studiat cu Carlos de Haes. Veniturile sale ample i-au permis să se dedice în întregime picturii. Una dintre primele sale lucrări a fost o reprezentare a „Orbajosa”, un sat imaginar creat de Benito Pérez Galdós pentru romanul său Doña Perfecta⁠(d), pe care Beruete l-a făcut cadou autorului. Mai târziu, a făcut o călătorie la Paris, unde a fost inițiat în pictura în aer liber de către Martín Rico⁠(d).
Timp de mai mulți ani, a fost profesor la Institución Libre de Enseñanza⁠(d) (la crearea căruia a contribuit) și este adesea asociat cu Generația din '98 sau cu mișcarea sa politică, Regenerationism⁠(d). A susținut, de asemenea, conferințe științifice și excursii, care au inclus o traversare a Sierra de Guadarrama la care a participat și a folosit-o ca sursă de inspirație pentru multe dintre lucrările sale. Pe tot parcursul vieții sale, a rămas un călător pasionat și un expozant entuziast. A fost distins cu Marea Cruce a Ordinului Isabellei Catolica în 1900.
În ultimii ani ai vieții sale, a scris câteva scurte tratate despre pictură și pictori, inclusiv una dintre primele monografii despre Diego Velázquez, care a fost publicată la Paris în 1898. De fapt, i-a numărat printre prietenii săi pe majoritatea marilor artiști spanioli ai vremii. După moartea sa, în 1912, la Madrid, Joaquín Sorolla a organizat prima retrospectivă a lucrărilor lui Beruete, care a avut loc la conacul lui Sorolla.
Fiul său, Aureliano de Beruete y Moret⁠(d), critic și istoric de artă, a fost director al Museo del Prado între 1918 și 1922.

## Scrieri
- Velázquez, tradus de Sir Hugh Edward Poynter, Methuen & Co. (seria Clasicii artei) 1906.

## Selecție de picturi

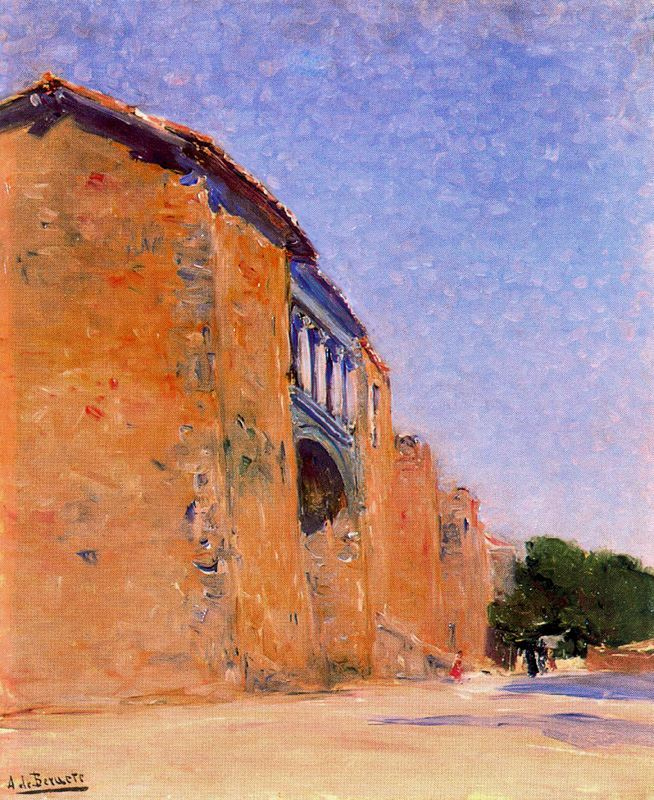
O ușă în zidurile Ávilei
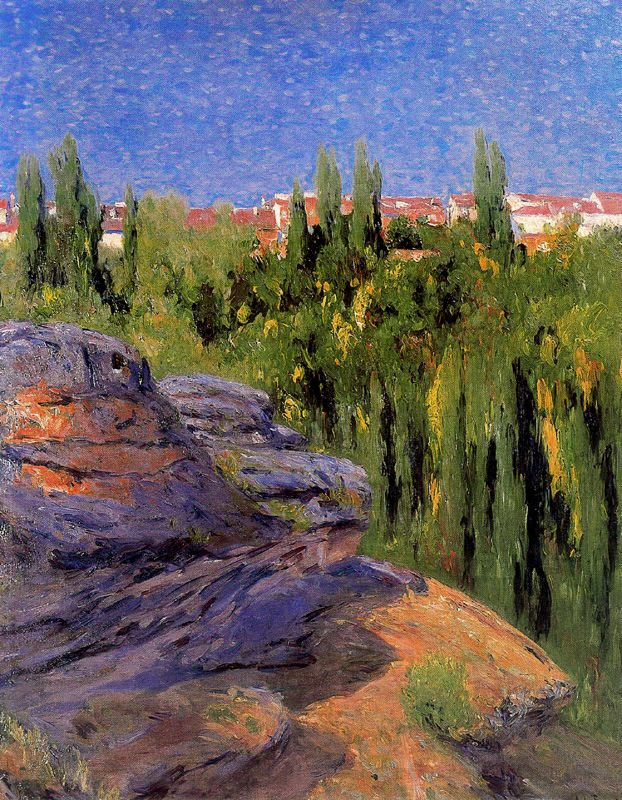
Vedere din Cuenca de la Cheile Júcarului⁠(d)
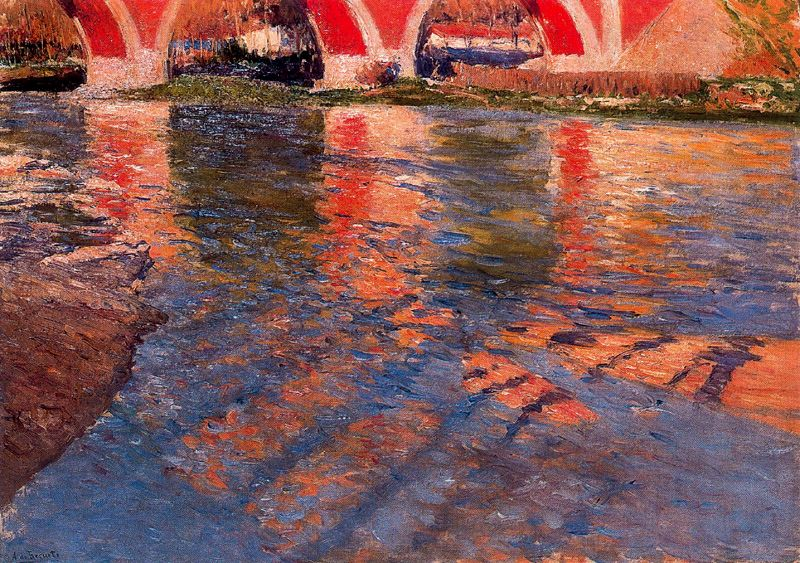
Manzanares Sub Puente de los Franceses⁠(d)
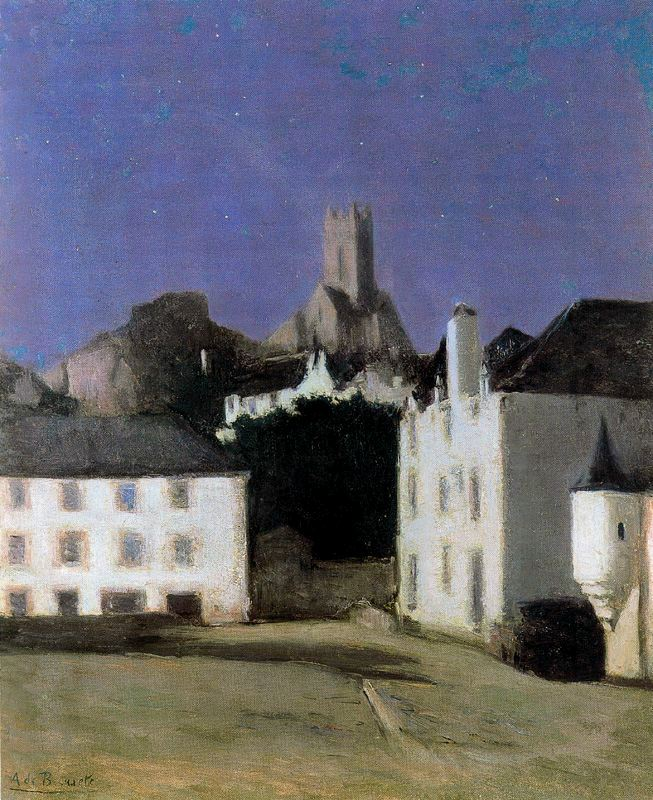
Quimperlé noaptea